# ČSD-Baureihe T 435.0
Die Lokomotiven der ČSD-Baureihe T 435.0 (ab 1988: Baureihe 720) sind dieselelektrische Lokomotiven der ehemaligen Tschechoslowakischen Staatsbahnen. Dem bellenden Auspuffgeräusch des langsamlaufenden Dieselmotors (750/min Nenndrehzahl) verdankt die Lokomotive den Spitznamen Hektor. Die Lokomotiven erhielten nach US-amerikanischem Vorbild einen Endführerstand und einen hohen, schmalen Aufbau. Während die ersten Lokomotiven auf Schwanenhalsdrehgestellen laufen, erhielten die meisten Lokomotiven Achslenkerdrehgestelle.

## Geschichte
Die Lokomotiven wurden von 1958 bis 1962 von ČKD in Prag hergestellt. Insgesamt wurden für die Tschechoslowakei 287 Maschinen hergestellt, darunter 150 Stück für die damalige ČSD und 83 für Industriebetriebe. Außerdem wurden 54 Maschinen unter anderem nach Albanien, den Irak und in die DDR geliefert. Bei der Deutschen Reichsbahn (DR) liefen 20 Lokomotiven als DR-Baureihe V 75 (ab 1970: 107) im Bereich des Leipziger Hauptbahnhofs. Die sowjetischen Eisenbahnen SŽD erhielten weitere 522 Lokomotiven und ordneten sie als ЧМЭ2 (ČME2) ein.
Ihr Einsatzgebiet war der schwere Verschiebedienst, die Beförderung von Nahgüterzügen und außerhalb der Heizperiode gelegentlich der Personenzugdienst. Im Betrieb haben sich die Fahrzeuge sehr gut bewährt. Besonders hervorgehoben wurde ihre Zuverlässigkeit und ihre Spurtstärke. Außerdem bewährten sich die Maschinen unter zum Teil extremen klimatischen Bedingungen. Dagegen erforderte der Rangierdienst mit dem langen Vorbau voran ein solides Augenmaß des Lokführers. Trotzdem ist das die Hauptfahrrichtung, auf der anderen Seite des Führerstandes befindet sich nur ein Hilfsfahrpult mit den unbedingt nötigen Einrichtungen.
1988 erhielten die Lokomotiven von den ČSD mit der Einführung des EDV-gerechten Nummernplanes die neue Reihenbezeichnung 720.
Ab 1995 ließ die ČD die Lokomotiven ausmustern. Ein Teil der Fahrzeuge ist noch vorhanden und wird von privaten Firmen im Bauzugdienst verwendet.

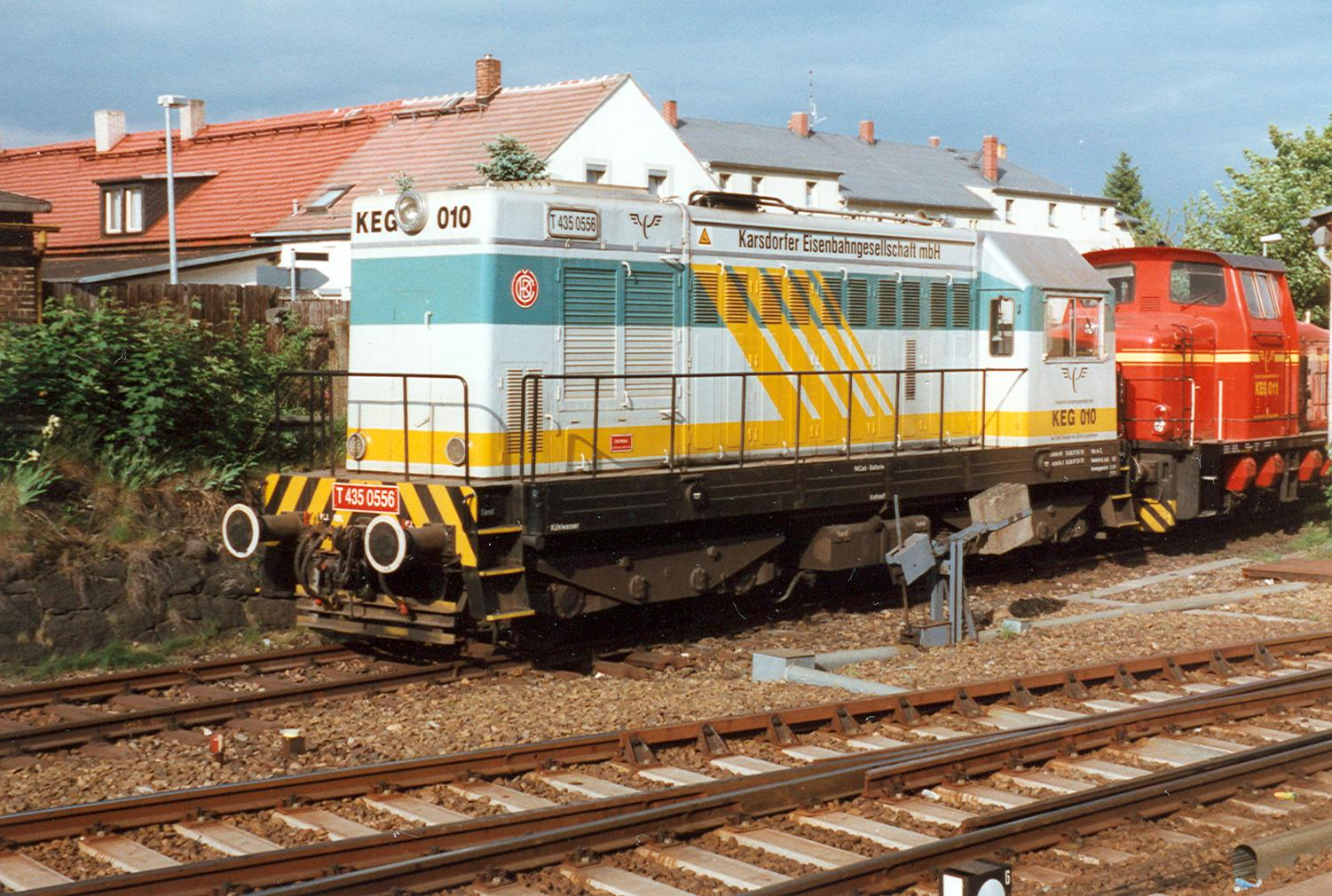
T 435.0556 mit Achslenkerdrehgestellen als KEG 010 in Radeberg
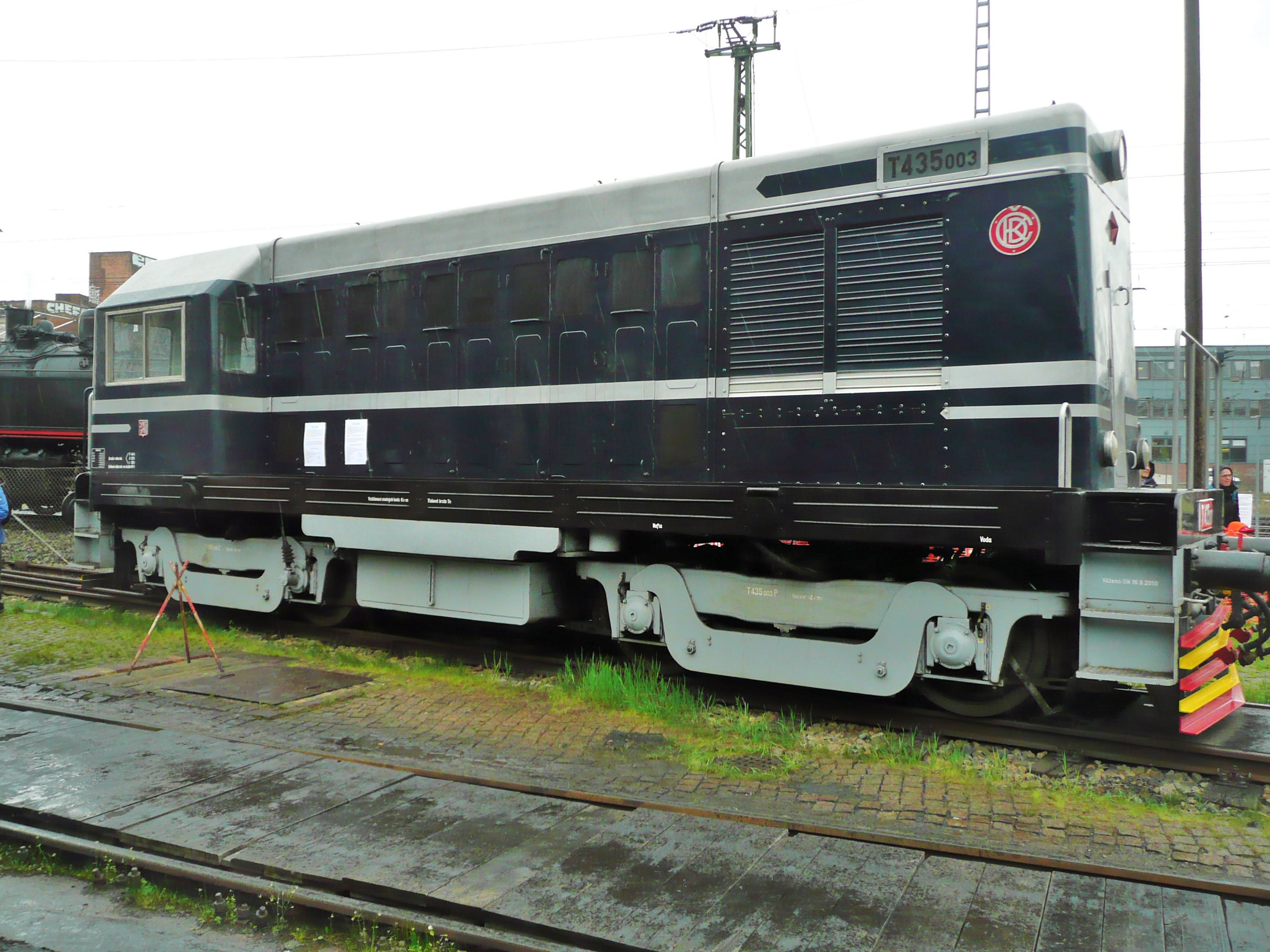
T 435.003 ausgestellt 2016 beim Dampflokfest Dresden
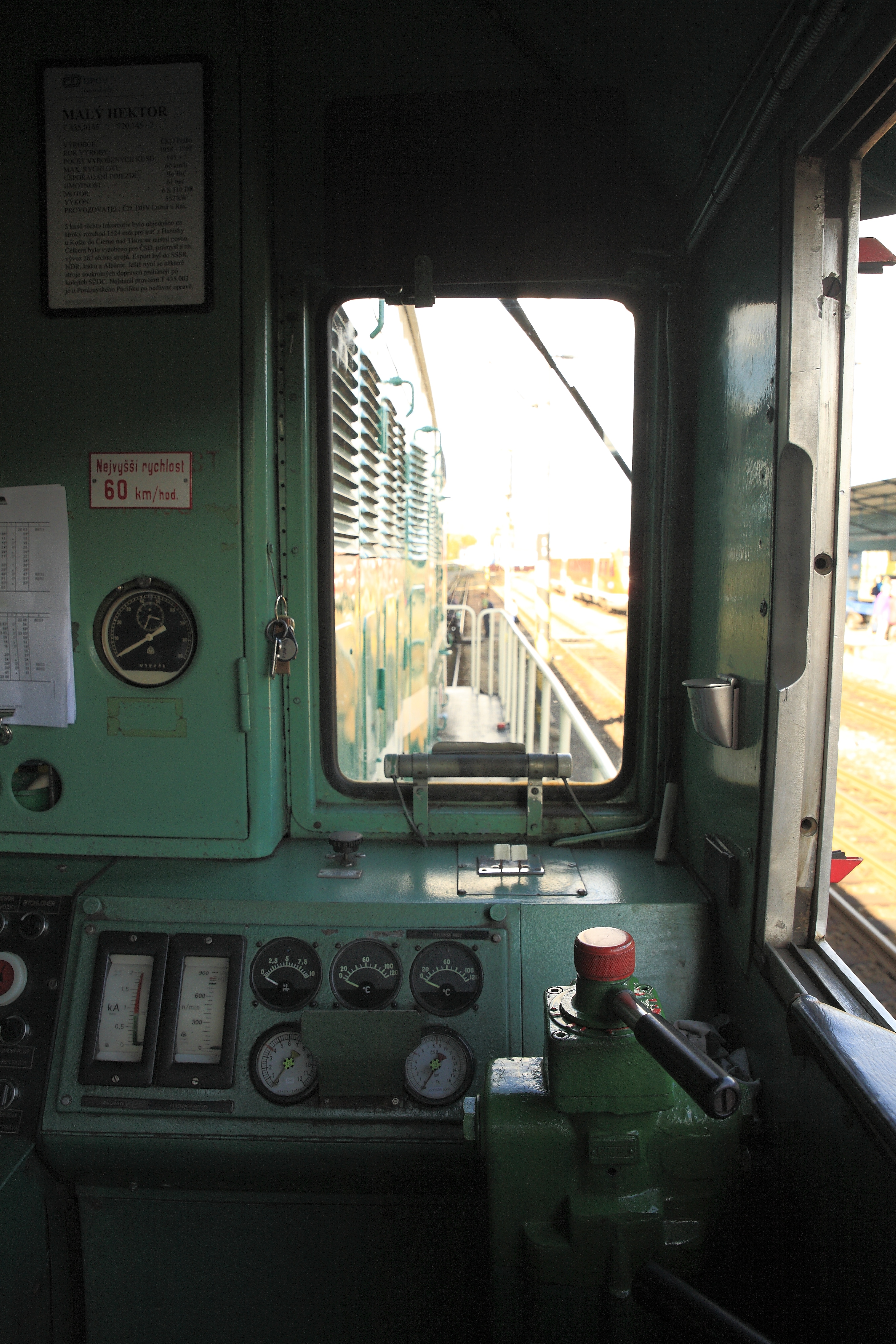
Hauptfahrpult mit Streckensicht am Vorbau vorbei